# Tengrismo

Simbolo del tengrismo

Il Tengrismo, a cui ci si riferisce occasionalmente come Tangrianesimo (turco: Tengricilik; azero: Tenqriçilik, turkmeno: Taňryçylyk, mongolo: Тэнгэр шүтлэг, russo: Тенгрианство, kazako: Тәңіршілік) è un termine moderno per la religione dell'Asia centrale caratterizzata da sciamanesimo, animismo, totemismo, sia politeismo che monoteismo e adorazione degli antenati.

## Significato del termine
Khukh e Tengri significano letteralmente "blu" e "cielo" in mongolo e i Mongoli moderni pregano ancora con "Munkh Khukh Tengri" ("Cielo blu eterno"). Perciò i Mongoli si riferiscono poeticamente alla Mongolia come Terra dal cielo blu eterno. Nel turco moderno si parla di Tengrismo anche come Göktanrı dini, "religione del Dio Cielo", Gök è "cielo" e Tanrı "Dio".

## Storia
Storicamente fu la religione di massa dei Turchi, dei Mongoli, dei Cumani degli Ungari e dei Bulgari, come degli Xiongnu e degli Unni. Fu religione di Stato di sei stati turchi dell'antichità: l'Impero Göktürk, il Khaganato degli Avari, il Khaganato turco occidentale, la Grande Bulgaria, il Primo impero bulgaro e il Regno dei Cazari.
Esiste anche come rinascenza moderna nelle attuali nazioni turciche dell'Asia centrale, tra cui il Tatarstan, la Buriazia, il Kirghizistan e il Kazakistan, negli anni seguenti alla dissoluzione dell'Unione Sovietica (dagli anni 90 ad oggi). È ancora praticata e in fase di rinascenza organizzata in Jacuzia, Chakassia, Tuva, e altre nazioni di etnia turchesca all'interno della Russia. Il Burkhanismo è un movimento affine al Tengrismo concentrato sui Monti Altaj.

## Principi del Tengrismo
- Esiste un unico Dio supremo, Tengri. Egli è l'inconoscibile che conosce qualsiasi cosa, motivo per cui Turchi e Mongoli dicono "Solo Tengri sa", /gagtskhuu Tenger medne/. È il Giudice delle azioni buone e malvagie delle persone, e per questo viene detto "Tengri sarà arrabbiato se pecchi" /Tenger khilegnene/. Tengri può benedire una persona, ma anche distruggere coloro che non gli piacciono. Le sue azioni non possono essere predette, e la sua via è difficile da comprendere.
- Tengri è l'intelligenza e il potere dietro tutta la natura. Fondamentalmente ogni cosa è controllata da lui. Dal tempo meteorologico, al destino degli individui e delle nazioni, che è il motivo per il quale Gengis Khan disse nell'Altan Tobchi: "Non sono diventato Capo grazie al mio coraggio e alla mia forza, Sono diventato Capo grazie all'amore del nostro potente padre Tengri. Non sono diventato Grande (Khan) grazie alla mia Universale prodezza. Sono diventato Capo grazie all'amore di nostro Gran padre Tengri. Ho sconfitto nemici alieni grazie alla Grazia del nostro Gran padre Tengri"
- Esistono molti altri spiriti oltre Tengri. Questi spiriti sono diversi. Possono essere buoni o malvagi o un misto dei temperamenti. Possono essere Dei residenti nell'alto del mondo celeste, spiriti malvagi erranti nel Mondo Sotterraneo, spiriti della terra, acqua, stelle e pianeti o spiriti degli antenati. Possono essere in carica di certe tribù o nazioni. Sotto Tengri questi spiriti hanno tutti influenza limitata, ma è quasi impossibile per le persone normali contattarli. Unicamente individui scelti riescono a farlo. Gli individui scelti possono anche fare le stesse cose che fanno gli spiriti, come mandare tempeste distruttive sui soldati nemici (come accade nella Storia segreta dei mongoli)
- Questi spiriti possono nuocere alle persone o agire come agenti nel trasmettere un messaggio o una profezia riguardo al futuro. Nella Storia segreta dei Mongoli, viene detto che gli spiriti della terra e dell'acqua della Cina settentrionale erano arrabbiati a proposito della strage della popolazione e colpirono il mongolo Ogedei Khan con una malattia che lo tenne a letto incapace di parlare. Nella Storia Segreta, uno spirito chiamato Zaarin trasmise una profezia riguardo a Gengis Khan.
- Non vi è un'unica vera religione. L'umanità non ha raggiunto la piena illuminazione. Ciononostante Tengri non lascerà la colpevolezza impunita e la correttezza non compensata. Coloro onesti nello spirito e retti nel pensiero sono accettati da Tengri, persino se seguono diversa religione. Egli ha dato diversi percorsi agli uomini. Un uomo potrebbe essere buddista, cristiano o musulmano, ma solo Tengri conosce il giusto. Un uomo potrebbe cambiare la sua alleanza tribale ma rimanere comunque in piedi. I costumi tribali possono essere cambiati nel caso siano nocivi per le persone, motivo per cui Gengis Khan eliminò molti dei precedenti costumi in modo da assicurarsi un governo ordinato.
- Tutte le persone sono deboli e perciò le carenze dovrebbero essere tollerate. Diverse religioni e costumi dovrebbero essere tollerati. Come la vita dei nomadi, le vite delle persone sono abbastanza difficili e soggette alla pressione della natura. Nessuno è perfetto eccetto Tengri, il quale è il perché Gengis Khan disse "Se non c'è modo di prevenire l'ubriachezza, un uomo potrebbe diventare ubriaco tre volte al mese; se oltrepassa questo limite si rende colpevole di una punibile trasgressione. Se si ubriaca solo due volte il mese, è meglio. Se solo una è ancor più lodevole. Cosa potrebbe essere meglio del non bere affatto? Ma dove potremmo trovare un uomo che non beve mai? Se, però, un uomo del genere venisse trovato, meriterebbe ogni rispetto".

## Monti e laghi sacri

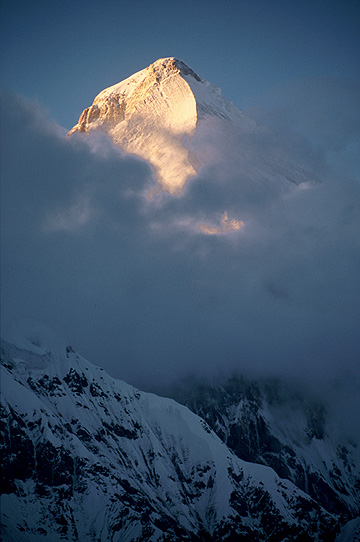
Khan Tengri (Kazakhstan)

- Ak Deniz (Mar Bianco)  (Direzione cardinale: Ovest)
- Kara Deniz (Mar Nero)  (Direzione cardinale: Nord)
- Mare di Kara (Mar Nero)  (Direzione cardinale: Nord)
- Beydigin
- Gökırmak (fiume Cielo)
- Kızılırmak (fiume Rosso)
- Tian Shan
- Khan Tengri
- Kyzyl-bash
- Monti Altaj
- Issyk Kul:
- Musala
- Perperikon[1]